# Efeito Bruxelas

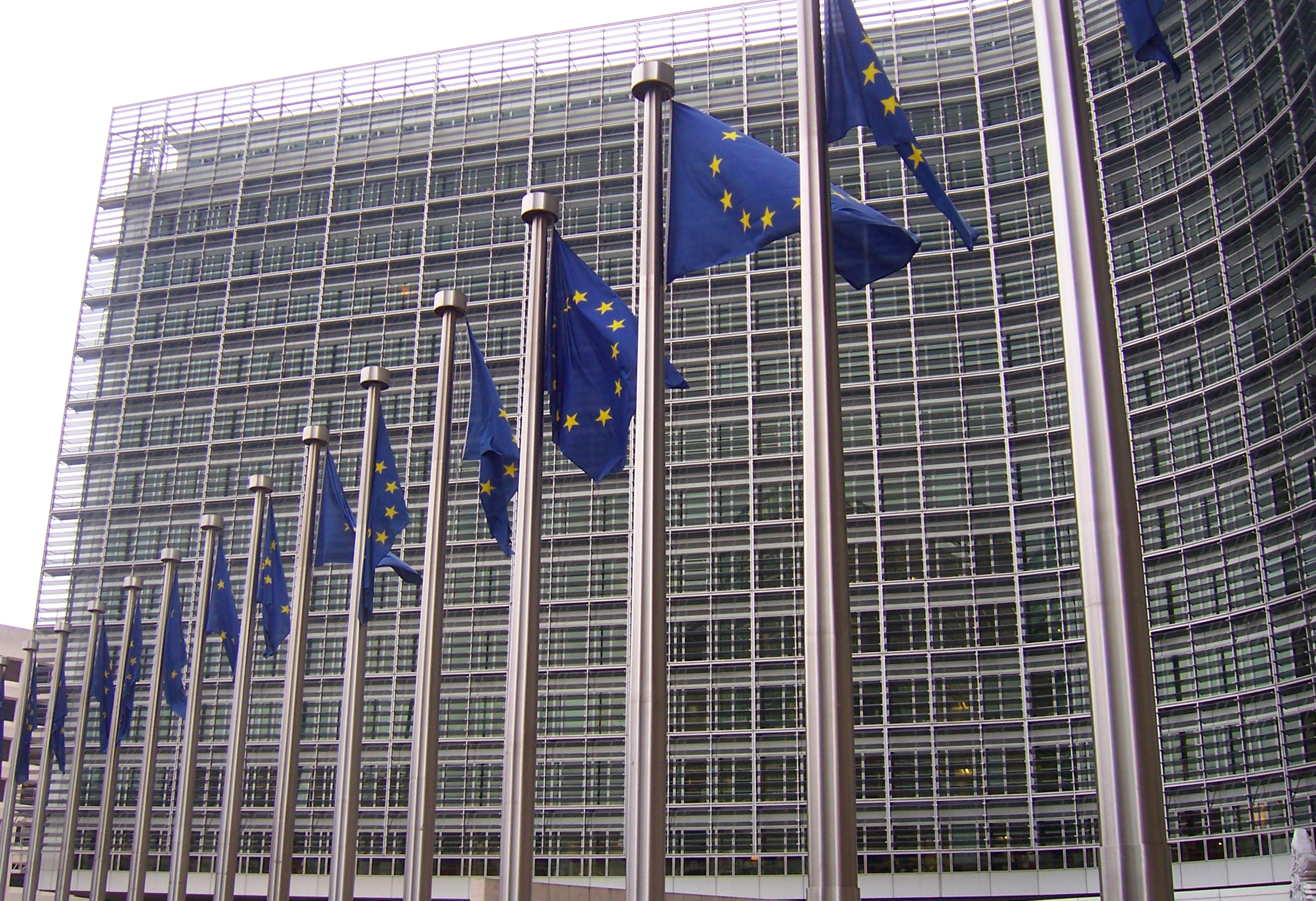
The Edifício Berlaymont em Bruxelas, a sede da Comissão Europeia

O Efeito Bruxelas ocorre quando decisões regulatórias da União Européia são replicadas por outros países. As leis e decisões jurídicas da União Europeia são externalizadas por mecanismos de mercado. O efeito Bruxelas atinge principalmente corporações, que cumprem as decisões da União Europeia inclusive fora dos países europeus. Exemplos disso são a aplicação da Regulamento Geral sobre a Proteção de Dados pelo Facebook globalmente, ou o impacto da Regime Comunitário de Licenças de Emissão da União Europeia nos serviços e indústrias da aviação.